# 樫野倶楽部
樫野倶楽部（かしのくらぶ）は、徳島県板野郡松茂町にあるときわが運営する結婚式場。式場のある旧樫野家住宅（きゅうかしのけじゅうたく）は国の登録有形文化財に登録されている。また旧大磯家住宅（きゅうおおいそけじゅうたく）も敷地内にある。

## 沿革
- 1915年（大正04年）4月 - 阿南市の実業家である樫野恒太郎が邸宅を着工。
- 1925年（大正14年） - 約10年を要し邸宅が完成。その後、松茂町に移築。
- 1994年（平成06年） - ハレルヤ製菓が徳島空港近くに整備した「阿波之里」の迎賓館として譲り受け、現在地に移築。
- 1999年（平成11年）8月23日 - 国の登録有形文化財に登録[1]。
- 2004年（平成16年）4月11日 - 株式会社ときわが結婚式場をオープン。

## 旧大磯家住宅
建築されたのは1830年(文政13年）-1843年（天保14年）とされる。大磯家は藍製造とその商取引で栄えた家として知られる。住宅は切妻造、瓦葺で漆喰で塗り込めた主体部の四方に瓦葺の庇を廻した形になる。太い柱梁を用いた架構に特徴がある。
旧樫野家住宅と同様、ハレルヤが運営していた阿波之里に移築保存され工芸館として利用されていた。現在は樫野倶楽部の敷地内にある。

## 交通
- 徳島自動車道「徳島インターチェンジ」より車で約10分。
- JR「徳島駅」より車で約15分。